# 橘家文吾
橘家 文吾（たちばなや ぶんご）は、落語の名跡。
- 初代橘家文吾 - 現：三代目橘家文蔵
- 二代目橘家文吾 - 本項にて記述

二代目 橘家文吾（たちばなや ぶんご、1991年12月12日 - ）、は落語家。落語協会所属の二ツ目。紋：光琳中陰蔦。出囃子：五條橋。本名：中西 翼。

## 経歴
1991年12月12日、東京都杉並区出身。
2013年10月、橘家文左衛門（現：三代目橘家文蔵）に入門。2015年1月に前座となり、師匠の前座名である「橘家かな文」を名乗る。
2018年11月に柳家緑助、金原亭小駒と共に二ツ目昇進、「二代目橘家文吾」と改名する。出囃子は『五條橋』で、2022年現在師匠の二ツ目までの名前と出囃子を引き継いでいる。

## 芸歴
- 2013年10月 - 橘家文左衛門に入門。
- 2015年1月 - 前座となる、前座名「かな文」。
- 2018年11月 - 二ツ目昇進、「二代目橘家文吾」と改名。

## 出演

### CM
- オリジン弁当「オリジンおせち」WebCM（2023年11月）- ナレーション